# Бжезіни (гміна, Каліський повіт)
Гміна Бжезіни (пол. Gmina Brzeziny) — сільська гміна у північно-західній Польщі. Належить до Каліського повіту Великопольського воєводства.
Станом на 31 грудня 2011 у гміні проживало 5832 особи.

## Територія
Згідно з даними за 2007 рік площа гміни становила 127.05 км², у тому числі:
- орні землі: 52.00%
- ліси: 42.00%

Таким чином, площа гміни становить 10.95% площі повіту.

## Населення
Станом на 31 грудня 2011:
| Опис     | Загалом | Загалом | Чоловіки | Чоловіки | Жінки | Жінки |
| -------- | ------- | ------- | -------- | -------- | ----- | ----- |
| одиниця  | осіб    | %       | осіб     | %        | осіб  | %     |
| все      | 5832    | 100     | 2878     | 49.35    | 2954  | 50.65 |
| міське   | 0       | 100     | 0        |          | 0     |       |
| сільське | 5832    | 100     | 2878     | 49.35    | 2954  | 50.65 |

## Сусідні гміни
Гміна Бжезіни межує з такими гмінами: Блашкі, Броншевіце, Ґодзеше-Вельке, Крашевіце, Серошевіце, Чайкув, Щитники.